# Break Up the Concrete
 (avril 2025).
Albums de Pretenders
Pirate Radio
(2006) The Best of Pretenders
(2009)
Break Up the Concrete est le neuvième album studio des Pretenders, sorti le 7 octobre 2008.
L'opus s'est classé 35e au UK Albums Chart.

## Liste des titres
Toutes les chansons sont écrites et composées par Chrissie Hynde, sauf mention contraire.
| No  | Titre                    | Auteur        | Durée |
| --- | ------------------------ | ------------- | ----- |
| 1.  | Boots of Chinese Plastic |               |       |
| 2.  | The Nothing Maker        |               | 3:58  |
| 3.  | Don't Lose Faith in Me   |               | 2:45  |
| 4.  | Don't Cut Your Hair      |               | 2:14  |
| 5.  | Love's a Mystery         |               | 3:03  |
| 6.  | The Last Ride            |               | 3:40  |
| 7.  | Almost Perfect           |               | 4:48  |
| 8.  | You Didn't Have To       |               | 3:09  |
| 9.  | Rosalee                  | Robert Kidney | 4:14  |
| 10. | Break Up the Concrete    |               | 2:39  |
| 11. | One Thing Never Changed  |               | 3:46  |

| 12. | I Go to Sleep (new version)                     | Ray Davies                    | 2:55 |
| 13. | Both Sides of Goodbye (featuring Willie Nelson) | - Jackson Leap - Kim Williams | 4:03 |

| 12. | Tequila (new version)      | Hynde                                                | 2:34 |
| 13. | Can't Help Falling in Love | - Hugo Peretti - Luigi Creatore - George David Weiss | 4:03 |
| 14. | 977                        | Hynde                                                | 4:03 |

| 12. | Biker (new version)                       | Hynde                                 | 2:34 |
| 13. | Nothing Breaks Like a Heart (new version) | - Hynde - Billy Steinberg - Tom Kelly | 3:03 |

## Personnel
- Chrissie Hynde : guitare rythmique, chant
- Eric Heywood : pedal steel guitar, chœurs
- James Walbourne : guitare, piano, accordéon, chœurs
- Nick Wilkinson : basse, chœurs
- Jim Keltner : batterie, chœurs